# Дуб біля школи (Охтирка)
Дуб бі́ля шко́ли — ботанічна пам'ятка природи місцевого значення в Україні. Розташована в межах міста Охтирка Сумська область, на вулиці Армійській (територія школи № 5). 

## Опис
Площа 0,04 га. Статус присвоєно 10.12.1990 року. Перебуває у віданна: Охтирська середня школа № 5. 
Охороняється унікальний віковий екземпляр дуба звичайного. Вік дерева 300 років, висота — 28 м, обхват на висоті 1,3 м — 3,2 м.